# 静岡県道87号大岡元長窪線
静岡県道87号大岡元長窪線（しずおかけんどう87ごう おおおかもとながくぼせん）は、静岡県沼津市から駿東郡長泉町に至る県道（主要地方道）である。

## 概要
県道名が「大岡元長窪線」とあるように、沼津市大岡と駿東郡長泉町元長窪とを結ぶ道路である。沼津大岡 - 長泉町役場北交差点（静岡県道394号沼津小山線）、方向を変え国道246号を横断し、沼津市足高方面（新東名高速道路・長泉沼津IC方面）へと通じている。
なお、2023年（令和5年）に下長窪工区が開通するまでは、静岡県道394号沼津小山線の沼津市大岡 - 駿東郡長泉町下土狩間の重複区間から駿東郡長泉町下長窪字尾尻までの区間と、国道246号陣場交差点から新東名高速道路長泉沼津IC付近との区間に分かれており、大岡地区と元長窪地区が直結しているわけではなかった。
未開通だった下長窪工区の開通により、両区間は直結し、新東名高速道路 - 三島駅北口が一本の道路で結ばれることになった。

### 路線データ
- 起点 : 静岡県沼津市大岡（国道414号交点、上石田南交差点）
- 終点 : 静岡県駿東郡長泉町元長窪（静岡県道405号足高三枚橋線交点）

※新東名高速道路長泉沼津ICと接続する2本のランプも当県道に指定されている

## 歴史
- 1993年（平成5年）5月11日 - 建設省から、県道沼津小山線の一部・県道下土狩元長窪線が大岡元長窪線として主要地方道に指定される[2]。
- 1994年（平成6年）4月1日、認定[1]。
- 2013年（平成25年）12月23日 - 元長窪区間と呼ばれる、国道246号から新東名高速道路・長泉沼津ICを経由し、静岡県道405号足高三枚橋線と接続する区間が開通した[3]。
- 2018年（平成30年）3月24日 - 長泉町役場北交差点から西向きに黄瀬川橋梁（鎧ヶ淵大橋）を経由して、長泉町下長窪（尾尻地区）へ通ずる区間が開通した[4]。
- 2023年（令和5年）3月18日 - 下長窪工区と呼ばれる、国道246号から黄瀬川橋梁の区間（360 m）が開通[5]。

## 路線状況

### 重複区間
- 静岡県道394号沼津小山線（沼津市大岡・上石田南交差点 - 駿東郡長泉町下土狩・長泉町役場北交差点）

## 地理

### 通過する自治体
- 沼津市
- 駿東郡長泉町

### 交差する道路
- 国道414号（沼津市大岡・上石田南交差点、起点）
- 静岡県道22号三島富士線（駿東郡長泉町下土狩・鮎壺交差点)
- 静岡県道394号沼津小山線（駿東郡長泉町下土狩・長泉町役場北交差点）
- 国道246号（駿東郡長泉町下長窪陣場・陣場交差点)
- E1A 新東名高速道路 長泉沼津IC
- 静岡県道405号足高三枚橋線（駿東郡長泉町元長窪、終点）

### 沿線
- JR御殿場線

下土狩駅が近い。長泉町・鮎壺交差点から下土狩駅方面へ向き、踏切を渡ると駅前から通じる道路（静岡県道22号三島富士線）がある。ただし、下土狩駅方面への右折が禁止されているため、長泉中学校方面への迂回が必要。
- 東駿河湾環状道路 - 長泉沼津ICでの、東駿河湾環状道路との接続はない。
- E1 東名高速道路
- 協和発酵キリン 医薬研究センター
- 鮎壺の滝
- 長泉中央グラウンド